# Filodes
Filodes is een geslacht van vlinders uit de familie van de grasmotten (Crambidae), uit de onderfamilie van de Spilomelinae. De wetenschappelijke naam voor dit geslacht is voor het eerst voorgesteld door Achille Guenée in een publicatie uit 1854.

## Soorten
- Filodes bilinealis Hampson, 1908
- Filodes cocytusalis (Walker, 1859)
- Filodes costivitralis Guenée, 1862
- Filodes decoloralis Snellen, 1899
- Filodes fulvibasalis Hampson, 1899
- Filodes fulvidorsalis (Hübner, 1832)
- Filodes malgassalis (Mabille, 1900)
- Filodes mirificalis (Lederer, 1863)
- Filodes normalis Hampson, 1912
- Filodes obscuralis Strand, 1920
- Filodes patruelis Moore, 1888
- Filodes sexpunctalis Snellen, 1890
- Filodes tenuimarginalis Hampson, 1918
- Filodes xanthalis Hampson, 1899